# 林美穂
林 美穂（はやしみほ、1977年1月19日 - ）は、日本の女優、元モデル。福岡県北九州市出身。身長155cm。サイズはB85cm、W58cm、H83cm、靴23.5cm。

## 略歴
- 子役からキャリアをスタートさせ数々のドラマに出演。1992年5月からテレビ朝日系「土曜ワイド劇場」で放送された『タクシードライバーの推理日誌』シリーズで、渡瀬恒彦の娘役を24年に渡って演じた。しかし主演の渡瀬が2017年3月14日に死去したため2016年3月26日放送の第39作で終了となり、その後サイプロダクションを退所して、以後の芸能活動は行っていない模様。

## 所属事務所経歴
オフィスPSCに経てサイプロダクションに所属していた。

## 出演

### 映画
- 菩提樹 リンデンバウム （1988年8月、東映 & エスワンカンパニー）

### テレビ
- 夕やけニャンニャン 火曜コーナー 「君の名は」（1986年7月8日　当時9歳）バファリンのCMについて

### テレビドラマ
- 宇宙刑事シャイダー 第40話「バビロス号SOS」（1984年12月28日、東映・テレビ朝日系） - ユキ 役[1]
- 勝手に!カミタマン（1985年4月7日 - 1986年3月30日、東映・フジテレビ系） - 根本マリ 役
- スケバン刑事（1985年4月11日 - 1985年10月24日、東映・フジテレビ系） - 麻宮サキ（幼少時代、回想シーン） 役
- 女ざかり三人旅 #01-#03（1986年4月1日 - 1986年4月3日）
- 火曜サスペンス劇場（日本テレビ系）
  - 「震える髪」（1986年4月8日）
  - 「美談の行方」（1990年1月30日）
  - 「平成六年の大不幸」（1994年1月4日）
  - 「監察医・室生亜季子21・身元不明」（1996年、東映）
- 花王愛の劇場「失われた過去」（1986年6月2日 - 1986年7月18日、TBS系）
- 木曜ゴールデンドラマ（読売テレビ・日本テレビ系）
  - 「愛を裁く女たち」（1986年10月23日）
  - 「喜劇 ああ未亡人」（1988年4月14日）
  - 「卒業 父と母の偏差値」（1990年7月12日）
  - 「父と娘の季節」（1990年12月20日）
- スケバン刑事III 少女忍法帖伝奇（1986年10月30日 - 1987年10月29日、東映・フジテレビ系） - 翔 役
- 時空戦士スピルバン #13, #40（1986年7月7日、1987年2月9日、東映・テレビ朝日系）
- ドラマ女の手記「嫁姑大戦争・ダメ亭主の反乱!」（1987年4月13日、テレビ東京）
- 月曜ドラマランド「ホワッツマイケル2独眼竜マイケル」（1987年7月27日、フジテレビ系）
- 風呂上がりの夜空に（1987年、テレビ朝日）
- パパは年中苦労する #08（1988年5月27日、TBS系）
- 花のあすか組!（1988年8月29日、東映・フジテレビ系） - 姫湖 役
- 心のメッセージ「ラストチャンス」（1990年5月25日）
- 妻そして女シリーズ 心霊ドラマスペシャル「夏色幽夢」（1990年8月13日 - 1990年8月24日、毎日放送・TBS系） - 主演
- 世にも奇妙な物語「視線の町」（1991年1月17日、フジテレビ系） - 西原友子
- 月曜ドラマスペシャル（TBS系）
  - 「霊感商法株式会社」（1991年8月18日）
  - 「家族の肖像」（1993年1月11日）
  - 「風を聴く日」（1995年1月9日）
  - 「バスガイド愛子3 恋は神代の昔から」（1995年11月27日）
  - 「バスガイド愛子4 会津磐梯山は恋の山」（1997年5月19日）
  - 向田邦子終戦特別企画「いつか見た青い空」（1995年8月7日）
  - 「浅見光彦シリーズ14 後鳥羽伝説殺人事件」（2000年9月4日） - 浅見祐子 役
- 中島らもの少女肉地獄（1991年11月20日）
- 土曜ワイド劇場（テレビ朝日系）
  - 「タクシードライバーの推理日誌」シリーズ（1992年 - 2016年） - 西村あゆみ 役
  - 「湯けむり受胎旅行連続殺人」（1998年8月22日）
  - 「渡り番頭・鏡善太郎の推理1」（2000年2月12日） - 諏訪加奈子 役
- ネオドラマ「夏の香り」（1992年7月20日、テレビ朝日系）
- 天使のように生きてみたい（1992年8月14日、TBS系）
- ツインズ教師（1993年6月7日、テレビ朝日系）
- アリよさらば（1994年4月15日 - 1994年7月1日、TBS系）
- さすらい刑事旅情編VII #01（1994年10月5日、テレビ朝日系） - ゲスト
- 妊娠ですよ #01（1994年10月10日、関西テレビ・フジテレビ系）
- 金曜時代劇「宝引の辰捕者帳」（1995年7月21日、NHK）
- Change!（1995年7月25日 - 1995年9月12日、テレビ朝日系）
- 向田邦子終戦特別企画「言うなかれ、君よ別れを」（1995年8月12日）
- 金曜エンタテイメント「名古屋嫁入り物語8」（1996年3月22日、東海テレビ・フジテレビ系）
- 旅列島!夢ある街へ「瀬戸内の幸と伝説の旅・岡山市」（1996年11月30日）
- はぐれ刑事純情派10 第4話「懸賞ブームの女!?同居妻の悲劇」（1997年4月23日、テレビ朝日系） - 椎名雅子 役
- 舞妓さんは名探偵! 第1話「京都祇園連続殺人」（1999年4月15日、テレビ朝日系） - 八鈴 役
- 新・半七捕物帳 第14話「絵馬」（1997年、NHK） - お咲 役
- 京都潜入捜査官 #10（2000年9月7日、テレビ朝日系）
- 大江戸を駈ける! 第13話「はめられた名奉行」（御成門）（2001年、C.A.L・TBS系） - お糸 役
- ドラマ30「いのちの現場から7」（2001年、毎日放送・TBS系）
- オヤジ探偵2 #07（2002年11月28日、テレビ朝日系）ゲスト - 柴田初美 役
- 八丁堀の七人4 第9話「鼠小僧の離縁状!与力捨て身の対決」（2003年3月3日、東映・テレビ朝日系） - おゆう 役
- 月曜ミステリー劇場「冤罪IV」（2003年6月30日、TBS） - 吉田まや 役
- 相棒2 第10話「殺意あり」（2003年12月17日、テレビ朝日系） - 岡本恭子 役
- 新・科捜研の女（第5シリーズ)（2004年4月22日、テレビ朝日系） - 沢木美沙 役
- 愛の劇場「すてきにコモン!」（2006年3月27日 - 5月19日、TBS系） - 北原志帆 役
- 特命係長 只野仁 3rdシーズン 第24話（2007年1月26日、テレビ朝日系） - 池内裕子 役
- 水曜ミステリー9「監察医・篠宮葉月 死体は語る8」（2007年7月4日、テレビ東京・BSジャパン） - 中塚美里 役
- 月曜ゴールデン「黙秘」（2006年8月14日、TBSテレビ系） - 村田響子 役
- 刺客請負人（2008年8月29日、テレビ東京） - おしま 役
- Lドラ・サギ師リリ子 第9話（2009年3月、テレビ東京） - 堂本ひとみ 役
- 鬼平犯科帳スペシャル 一寸の虫（2011年4月15日、フジテレビ） - おろく 役

### 舞台
- KUNISADA－国定忠治ー
- 冬の運動会

### CM
- バファリン（1985年）
- ECC外語学院
- 徳島製粉
- 第一生命DECO
- アーモンドグリコ